# Гюлленберг, Хельге
Хельге Гюлленберг (иногда Гулленберг, фин. Helge Heimo Gideon Gyllenberg; 4 июля 1924, Brändö Villastad — 25 декабря 2016, Хельсинки) — финский микробиолог, специалист в области применения в биологии математических методов.

## Биология
После окончания Хельсинкского университета в 1948 году поступил на работу в институт микробиологии этого же университета, став его профессором в 1972 году. За год до этого, в 1971 году, стал председателем Государственного комитета по сельскому и лесному хозяйству Финляндии. В 1974 году был избран президентом Академии Финляндии.
В 1976 году стал иностранным членом Академии наук СССР (с 1991 года — Российской академии наук). Также являлся почётным членом Польского медицинского общества, с 1974 года был председателем Финской рабочей группы по научно-техническому сотрудничеству с социалистическими странами.
Научные исследования посвящены математическим и статистическим методам в систематике микроорганизмов и биологии в целом, технической и общей микробиологии, вопросам охраны окружающей среды. Является автором собственного подхода к дефиниции таксонов микроорганизмов на основе положений теории множеств.
Скончался 25 декабря 2016 года в Хельсинки и был похоронен на кладбище Кулосаари.